# Kasia Nova
Kasia Nova, właśc. Katarzyna Brodowska (ur. 6 listopada 1981 w Łodzi) – polska piosenkarka, autorka tekstów, prezenterka i aktorka.

## Życiorys
W dzieciństwie uczęszczała na zajęcia wokalne i taneczne. W 2001 pod pseudonimem Kabri wydała single „Kawaliero” i „Na Copacabana”. W 2005 wzięła udział w wyborach Miss Polski. W 2006 z utworem „Siostra gwiazd” wzięła udział w eliminacjach do koncertu Trendy na festiwalu TOPtrendy 2006. W 2008 wydała debiutancki album studyjny pt. Nova. Z pochodzącym z płyty utworem „The Devil” zajęła ostatnie miejsce w finale programu Piosenka dla Europy 2008, a z piosenką „Broken Wings” wzięła udział w konkursie Sopot Hit Festiwal 2008. W 2008 uczestniczyła w piątej edycji programu Big Brother w TV4 i zagrała w drużynie „artystów” w 2421. odcinku teleturnieju Familiada w TVP2. W 2009 wydała utwór „Forever in a Dream”, który nagrała w duecie z Thomasem Andersem.
W 2012 wydała singiel „Shake It”, który nagrała z gościnnym udziałem Marty’ego Cintrona. Piosenką zapowiadała drugi album studyjny, który nagrywała w Stanach Zjednoczonych. 21 grudnia 2012 wydała singiel ze swoimi wykonaniami piosenek świątecznych: „Have Yourself a Merry Little Christmas”, „White Christmas” i „Cicha noc”. W latach 2013–2014 mieszkała w Los Angeles, gdzie nawiązała współpracę z amerykańską wytwórnią 37 Records i nagrała piosenki: „We Collide” i „Love is Music”. W 2014 wydała singiel „Hello, Hello”, który nagrała na potrzeby akcji społecznej walczącej ze współczesnym niewolnictwem. W 2017 wystąpiła podczas recitalu Jaka Pietrzaka na 54. Krajowym Festiwalu Polskiej Piosenki w Opolu i wydała singiel „Zamykam serce”. W grudniu 2018 wydała piosenkę „W te święta tylko ja i ty”, do której nagrała teledysk na Starym Rynku w Warszawie. W czerwcu 2019 wydała singiel „Tańcząc bez ciebie”, do którego nagrała teledysk w Egipcie. Niedługo później zaczęła śpiewać muzykę jazzową i wydała singiel „Czar Warszawy”. Została solistką bigbandu „Fabryka Wełny”.

## Dyskografia
Albumy studyjne
| Rok  | Dane dot. albumu                                                                                            |
| ---- | --- |
| 2008 | Nova - Wydany: 3 marca 2008 - Wytwórnia: Sony BMG Music Entertainment Poland - Format: CD, digital download |

Single
| Rok  | Tytuł                                          | Album |
| ---- | ---------------------------------------------- | ----- |
| 2008 | "The Devil"                                    | Nova  |
| 2008 | "Did You Ever Know?"                           | Nova  |
| 2008 | "Broken Wings"                                 | Nova  |
| 2010 | „Forever in a Dream” (featuring Thomas Anders) | TBA   |
| 2014 | "Hello, Hello"                                 | TBA   |
| 2015 | "We Collide"                                   | TBA   |
| 2015 | "Shake It" (featuring No Mercy)                | TBA   |
| 2016 | "Love Is Music"                                | TBA   |
| 2017 | "Zamykam serce"                                | TBA   |
| 2018 | "Wielki mecz"                                  | TBA   |
| 2018 | "W te święta tylko ja i ty"                    | TBA   |
| 2019 | "Tańcząc bez Ciebie"                           | TBA   |